# Hollywood (román)
Hollywood je autobiografický román amerického spisovatele Charlese Bukowského, který vyšel v roce 1989. Přibližuje složité okolnosti vzniku filmu Štamgast (anglicky Barfly), k němuž autor napsal scénář. Původně neměl v úmyslu nic takového jako scénář napsat, ale jeho přítel, francouzsko-švýcarský režisér a producent Barbet Schroeder ho k tomu přemluvil.
Román Hollywood popisuje pozadí vzniku scénáře, neuvěřitelné komplikace a tahanice o práva, všelijaké barvité historky a je protkán spoustou dialogů. Jakoby šlo stále ještě o scénář. Ten je o mladém Henry Chinaskim (Bukowského alter-ego) a jeho věčném nasávání v baru, hladovění, rvačkách a zabíjení času. Jména postav, filmů aj. tvorby jsou v knize pozměněna. Nechybí (jako ve většině Bukowského prozaických děl) ani zmínka o dostizích, respektive o sázení na koně.
Charles Bukowski má vtíravý pocit, že se změnil, že dělá to, co vždy odmítal. Stal se známým a vyhrabal se z chudoby, ale nabývá dojmu, že se něčemu „zaprodal“, něčemu, co dříve odmítal. Toto dilema je v knize patrné.
Česky vydalo knihu nakladatelství Pragma v roce 1992.

## Postavy a názvy děl
(v závorce skutečné jméno osoby / díla)
Kapitola 1
- Henry Chinaski (Charles Bukowski)
- Sarah Chinaski (Linda Lee Bukowski)
- Jon Pinchot (Barbet Schroeder)
- Paul Renoir
- Popppy

Kapitola 2
- Danny Server
- Francois Racine (Steve Baes)
- Harold Pheasant

Kapitola 3
- Wenner Zergog (Werner Herzog)
- Lido Mamin (Idi Amin)
- dokument Usměvavá bestie (Idi Amin Dada)

Kapitola 4
- Tab Jones (Tom Jones)

Kapitola 5
- Mack Derouac (Jack Kerouac)

Kapitola 6
- Jean-Paul Sanrah (Jean-Paul Sartre)
- Henri-Leon Sanrah
- Jon-Luc Modard (Jean-Luc Godard)
- Francis Ford Lopalla (Francis Ford Coppola)

Kapitola 7
- Karl Vossner (Carl Weissner)

Kapitola 8
- Vin Marbad
- Michael Huntington
- Darby Evans (Blake Edwards?)

Kapitola 9
- Dennis Body

Kapitola 10
- Lila Gant
- Darlene
- Double Quartet

Kapitola 13
- Giselle
- Metra

Kapitola 14
- Pat Sellers

Kapitola 18
- Mack Austin (Dennis Hopper)
- Tom Pell (Sean Penn)
- Ramona (Madonna)
- film Tanec Jima Beama (Štamgast)

Kapitola 19
- Jack Bledsoe (Mickey Rourke)
- Lenny Fidelo (Frank Stallone)
- Francine Bowers (Faye Dunawayová)

Kapitola 20
- Firepower Productions (Cannon Films)
- Harry Friedman (Yoram Globus/Menahem Golan)
- Nate Fischman (Yoram Globus/Menahem Golan)
- Lippy Leo Durocher (Lefty Gomez)
- Tim Ruddy (Tom Luddy)
- Victor Norman (Norman Mailer)

Kapitola 21
- Jim Serry (Timothy Leary)

Kapitola 22
- Lance Edwards

Kapitola 25
- Neeli Zutnick

Kapitola 26
- román Úředník v Expedici (Poštovní úřad)
- Fletcher Jaystone
- Hector Blackford (Taylor Hackford)

Kapitola 28
- Cleo

Kapitola 30
- Tommy Henderson
- Helga

Kapitola 32
- Hyans (Robby Müller)

Kapitola 35
- Rick Talbot (Roger Ebert)
- Kirby Hudson (Gene Siskel)
- Jane
- Sesteenov (Errol Morris)
- Illiantovitch (Andrei Konchalovsky?)

Kapitola 36
- Manz Loeb (David Lynch)
- film Krysař (Sloní muž)
- film Bílej límeček (Mazací hlava)
- Rosalind Bonelli (Isabella Rossellini)

Kapitola 37
- Corbell Veeker (Helmut Newton)

Kapitola 38
- Andre Wells

Kapitola 39
- Kay Bronstein (Eva Gardos)

Kapitola 41
- Tully
- Nadine
- Rich

Kapitola 45
- Carl Wilson
- soubor fejetonů Poznámky neandrtálce (Paměti starého chlapáka)
- John Galt
- Lisa
- Babs Danish
- Tip Danish
- Kurevník Sam

Kapitola 46
- Wexler
- Selby
- Darlene

## Děj
Jon Pinchot, dobrý přítel Henryho Chinaskiho, chce po něm napsat scénář pro svůj film. Chinaskimu se to nepozdává, nechce mít s filmem nic společného a ani neví, o čem by měl scénář být. Jon pozve Henryho a jeho ženu Sarah na promítání svého filmu Usměvavá bestie. Je o jednom africkém samozvaném krutovládci Lido Maminovi (v reálu o Idi Aminovi přezdívanému řezník z Kampaly – dokument se jmenuje Idi Amin Dada). Chinaski uznává, že je to podařený dokument. Pinchot má rád podivíny a proto si vybral i Chinaskiho.

Poté posedávají se svými přáteli a Francoisem Racinem a popíjejí víno. Chinaski si vezme 10 000 dolarů zálohu na scénář a zároveň mu německý překladatel Vossner posílá 45 000 dolarů za práva v Evropě. Už ví, o čem bude psát, o sobě - o svých divokých letech zamlada, kdy vysedával po barech, rval se a hladověl. Pustí se do psaní. 

Jon zatím shání finance na film a jakmile je scénář dopsaný, nabízí ho filmovým studiím a producentům. Ohlasy nejsou negativní, nicméně jej nikde nepřijmou, protože by se pro něj údajně nenašlo publikum. Jon je však skálopevně přesvědčený, že film natočí. Bude se jmenovat Tanec Jima Beama.

Chinaski se Sarah si mezitím koupí černé BMW a shání i nové bydlení. Doporučil jim to daňový poradce. 

Jonovi se podařilo domluvit natáčení s Firepower, ale situace se komplikuje. Škrty, nekalé praktiky a tahanice o práva způsobí několikeré odložení natáčení. Mezitím se při pauzách v natáčení vyprávějí pikantní historky. 

Chinaski musí průběžně přepisovat některé pasáže scénáře, ať již kvůli příliš dlouhým dialogům, či pro různé specifické požadavky herců. Herci vůbec jsou podivná sorta lidí. Berou až sedmsetkrát větší gáži než autor a mají své manýry. Chinaski se snaží jim porozumět a vysvětlit si jejich způsoby. Nechápe veškeré dění kolem natáčení, vidí, kolik se zbytečně promrhá času a jak to všechno nafukuje rozpočet.
Uplyne měsíc, film je hotov a jde do střižny. Konají se večírky, kde se vždy sejde spousta lidí, kteří chtějí být vidět a držet se na výsluní. Pro Henryho to jsou jen prázdné tváře a ztracené duše. Probíhají interview s herci, filmaři a ani spisovatel nezůstává stranou. Chinaskimu se však nelíbí zájem o jeho osobu a tak na pobídky k rozhovoru reaguje požadavkem – tisíc dolarů.

Snímek je hotov a jde do kin. Chinaskiho začínají poznávat lidé na dostizích, je mu to nepříjemné. Spolu se svou ženou Sarah si zajede na jedno z posledních promítání. Je s filmem spokojen, věrohodně reflektuje dávno zašlé časy. Rozhodne se, že o tom napíše román. Bude se jmenovat Hollywood.
Stála tam skupinka s kazetovými magnetofony. Některé blesky přestaly. Nevěděl jsem, co jsou zač. Začali mi dávat otázky:

„Myslíte si, že pití zaslouží glorifikovat?“

„O nic víc než cokoli jiného…“

„Není snad alkoholismus nemoc?“

„Dýchat je nemoc.“

„Myslíte si, že jsou opilci nesnesitelní?“

„Ano, většina z nich. Stejně tak většina abstinentů.“

„Ale koho zajímá život opilce?“

„Jiného opilce.“

„Považujete nadměrné pití za společensky přijatelné?“

„V Beverly Hills ano. V chudinské čtvrti nikoli.“

## Česká vydání
- 1.vydání, nakladatelství Pragma, 1992, ISBN 80-85213-16-8, překlad Ladislav Šenkyřík, 204 stran, náklad 20 000, brožované

- 2.vydání, nakladatelství Pragma, 2002, ISBN 80-7205-926-2, překlad Ladislav Šenkyřík, 204 stran, brožované